# فاكوندو خواريز
فاكوندو خواريز (بالإسبانية: Facundo Juárez)‏ (8 نوفمبر 1993 في الأرجنتين - ) هو لاعب كرة قدم أرجنتيني في مركز الوسط.

## وصلات خارجية
- فاكوندو خواريز على موقع قاعدة بيانات كرة القدم.إي يو (الإنجليزية)
- فاكوندو خواريز على موقع Soccerway.com (الإنجليزية)